# Freddy Kottulinsky
Freddy Kottulinsky, egentligen Winfried Philippe Adalbert Karl Graf Kottulinsky Freiherr von Kottulin, född 20 juli 1932 i München, död 4 maj 2010 i Karlstad, var en tysk-svensk racing- och rallyförare.
Kottulinsky tävlade framgångsrikt för Sverige i Formel 3, Formel Super Vee och Formel 2. Kottulinsky blev svensk mästare i Formel 3 år 1966. Från 1973 körde Kottulinsky även i rallytävlingar, och vann Dakarrallyt med en Volkswagen Iltis 1980.

## Placeringar
Freddy Kottulinskys placeringar i racing-SM åren 1961-1967:
- 1961: 4, Porsche 356 Carrera
- 1962: 2, Porsche 356 Carrera
- 1964: 2, Lola Formel 2
- 1965: 6, BMW 1800 TI, 11, BMW 1800 TI Grp.4
- 1966: 1, Lotus Formel 3
- 1967: 2, Lotus Formel 3, 7, Focus Mk VI,
- 4, BMW 2000 TI, 10, BMW 2000 TI Grp.5

Freddy kom sedan på kant med Svenska Bilsportförbundet och körde på finländsk licens. Under säsongen 1972 tävlade han med en Toyota Corolla, men fick inte tillgodoräkna sig några poäng i SM-serien.
Freddy Kottulinsky härstammade från en schlesisk adelssläkt och bosatte sig i Sverige 1955. Han är far till racerföraren Susanne Kottulinsky och morfar till racerföraren Mikaela Åhlin-Kottulinsky.
Freddy Kottulinsky var sedan 2009 bosatt i Spånga utanför Karlstad.